# Jeff Xavier
Jeffrey Nunes Xavier, detto Jeff (Pawtucket, 7 settembre 1985), è un ex cestista statunitense con cittadinanza capoverdiana.

## Palmarès
- Liga LEB Oro: 2

Burgos: 2012-2013, 2014-2015
- Copa Príncipe de Asturias: 1

Burgos: 2013